# René Gufflet
René Gufflet, né le 30 janvier 1911 à Versailles et mort dans la nuit du 10 au 11 juin 1942 à Bir-Hakeim, est un officier et un Français libre, mort pour la France, Compagnon de la Libération à titre posthume par décret du 27 mai 1943.
Il fait ses études à l'École polytechnique (X1931) et rentre dans l'artillerie. En poste à Beyrouth, il rejoint la France libre en 1941 après une première tentative dès juin 1940, et est nommé en 1941 commandant la 3° batterie du 1er régiment d'artillerie des Forces françaises libres (qui sera par la suite rattaché à la 1re DFL). Dans la nuit du 10 au 11 juin 1942, au cours de la sortie de vive force de la position de Bir-Hakeim, alors qu'il entraîne ses hommes, le capitaine René Gufflet est tué sur le coup d'une balle en plein cœur à bord de son véhicule. Il a été inhumé à Tobrouk en Libye.
Sa veuve épousera en secondes noces un officier du même régiment, Jean-Claude Laurent-Champrosay, lui aussi mort pour la France en 1944, Compagnon de la Libération (elle est donc veuve de deux Compagnons de la Libération tués au combat). Le capitaine Gufflet est le père de Philippe Gufflet (ancien élève de l'X).

## Décorations
- Chevalier de la Légion d'honneur
- Compagnon de la Libération à titre posthume par décret du 27 mai 1943[1]
- Croix de guerre 1939–1945
- Médaille coloniale avec agrafes "Libye", "Bir-Hakeim"
- Médaille commémorative française de la guerre 1939–1945
- Médaille commémorative des services volontaires dans la France libre